# Robert Gardiner Hill

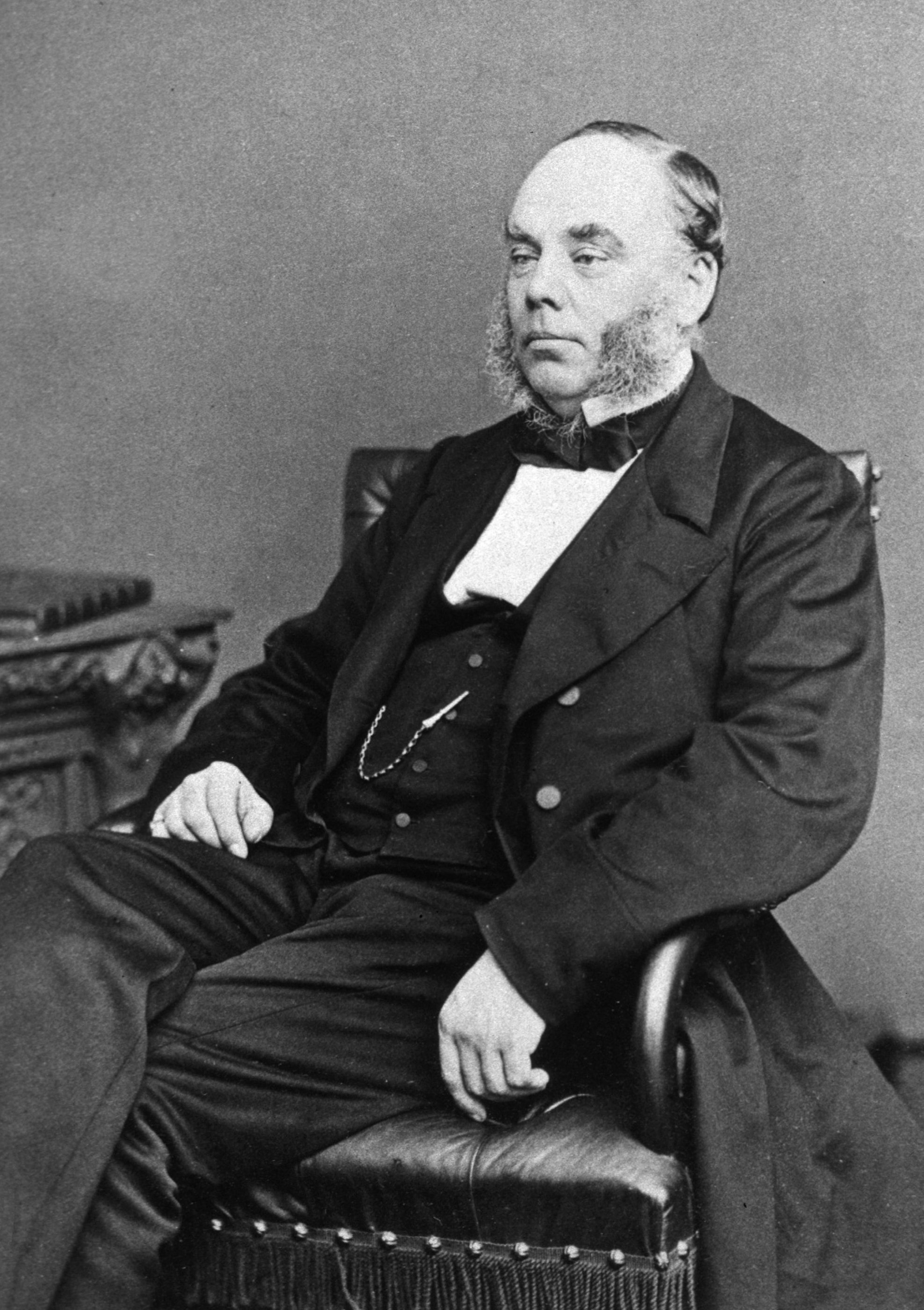
Robert Gardiner Hill

Robert Gardiner Hill (* 26. Februar 1811 in London; † 30. Mai 1878) war ein britischer Chirurg und Psychiater. Er war ein Psychiatrie-Reformer, auf den die no-restraint-Bewegung zurückging. Er war am Lincoln Lunatic Asylum (heute The Lawn) in Lincoln tätig.